# Hapsodrilus amydrus
Hapsodrilus amydrus là một loài bọ cánh cứng trong họ Elateridae. Loài này được Casari-Chen miêu tả khoa học năm 1986.